# Henjo Richter
Henjo Oliver Richter, (24 de noviembre de 1963 en Hamburgo, Alemania) es un guitarrista y teclista popular por su trabajo con las bandas Gamma Ray y Avantasia. Ingresó a Gamma Ray en 1997 para la grabación del álbum Somewhere Out in Space. En Avantasia participó de la grabación de los álbumes The Metal Opera y The Metal Opera Part II en 2000 y 2002 respectivamente.

## Discografía

### Gamma Ray
- Somewhere out in Space (1997)
- Power Plant (1999)
- Blast from the Past (2000)
- No World Order (2001)
- Skeletons in the Closet (2003)
- Majestic (2005)
- Land of the Free II (2007)
- Hell Yeah! The Awesome Foursome (2008)
- To the Metal (2010)
- Skeletons & Majesties (2011)
- Skeletons & Majesties Live (2012)
- Empire of the Undead (2014)
- The Best Of (2015)

### Avantasia
- The Metal Opera (2000)
- The Metal Opera Part II (2002)

### Rampage
- Love Lights Up the Night (1983)

### Como invitado
- Freedom Call - Taragon (EP) (1999)
- Avantasia - The Scarecrow (2008)
- Avantasia - Angel of Babylon (2010)
- Avantasia - The Flying Opera (2011)
- War Kabinett - Made in Mexico (2011)
- Neopera - Destined Ways (2014)